# ANSWER (可苦可樂專輯)
《ANSWER》，是日本樂團可苦可樂的地下時期第3張錄音室專輯。2000年3月4日發行。

## 收錄曲目
全作詞及作曲：小淵健太郎、特記除外
1. 迂迴
2. 光
3. 在我心中微笑 （心に笑みを）作詞、作曲：黑田俊介
4. 坂道
5. 神風
6. 如在身旁（そばにいれるなら）
7. Moon Light Party!!